# Brigitte Pavetic
Brigitte Josefine Pavetic (* 7. Oktober 1968 in Neuss) ist eine deutsche TV-Moderatorin und Redakteurin beim Westdeutschen Rundfunk.

## Leben
Brigitte Pavetic ist in Neuss aufgewachsen, wo sie auch ihr Abitur machte. An der Heinrich-Heine-Universität in Düsseldorf studierte sie Neuere Deutsche Philologie, Germanistische Sprachwissenschaft und Neuere Geschichte. Nach dem Abschluss folgte ein Volontariat bei der Zeitschrift „WirtschaftsEcho“ im Walter Rau Verlag in Düsseldorf. Mitte der 1990er-Jahre wechselte sie zum WDR-Radio und WDR-Fernsehen, wohin sie Anfang der 2000er-Jahre – nach verschiedenen anderen Tätigkeiten, wie etwa als Korrespondentin bei der Nachrichtenagentur ddp, zurückkehrte. In Wuppertal arbeitete sie als Autorin und Reporterin, in Siegen und Duisburg moderierte sie die regionale Magazin-Sendung Lokalzeit und in Dortmund das Wissenschaftsmagazin Planet Wissen. Für das von ihr mitentwickelte Format „VIP-Lounge“ war sie ebenfalls als Reporterin im Einsatz.
Brigitte Pavetic war außerdem in der Zeit von 2002 bis 2016 Autorin der wöchentlich erscheinenden Gesellschaftskolumne der Welt am Sonntag NRW zu Ereignissen und Events aus Nordrhein-Westfalen, sie schrieb für dafür auch Features und führte Interviews. 2011 gründete sie die Managementagentur Vordenker & Freigeist Management in Düsseldorf. Im Fokus standen die Betreuung von Moderatoren, Schauspielern und Künstlern sowie von Personen des öffentlichen Lebens. Zudem arbeitete Brigitte Pavetic in ihrem Medientraining mit Menschen, die an ihrem öffentlichen Auftreten arbeiten wollten. Von Oktober 2016 bis November 2023 war sie Redakteurin bei der Rheinische Post Mediengruppe.
Seit Dezember 2023 ist sie Redakteurin bei der Lokalzeit Düsseldorf des Westdeutschen Rundfunks und gestaltet das TV- und Radioprogramm sowie die Online-Berichterstattung des Senders mit.

## Fernsehen
- 2004 bis 2006: Lokalzeit Südwestfalen, WDR
- 2005 bis 2009: Planet Wissen, WDR[2]
- 2007 bis 2008: Lokalzeit aus Duisburg, WDR